# Zella-Mehlis
Zella-Mehlis é uma cidade da Alemanha localizada no distrito de Schmalkalden-Meiningen, estado da Turíngia.